# اولسیا زیکینا
اولسیا زیکینا (روسی: Олеся Николаевна Зыкина؛ زادهٔ october ۷, ۱۹۸۰ (۴۴ سال)) ورزشکار دو و میدانی اهل روسیه است.